# Elda Abrevaya
Elda Abrevaya (geb. 12. Mai 1950 in Istanbul) ist eine türkische Psychoanalytikerin. 

## Leben und Werk
Elda Abrevaya wurde als Angehörige der sephardisch-jüdischen Minderheit in Istanbul geboren. Von 1970 an studierte sie Psychologie, zunächst an der Universität Istanbul, 1971 wechselte sie an die Universität Paris V René Descartes. Parallel absolvierte sie eine dreieinhalbjährige Psychoanalyse bei einem Analytiker der Lacan-Schule. 1980 promovierte sie bei Roger Perron zu den Thema Les mouvements d‘agression dans l'espace institutionnel. Étude des conduites agressives chez les enfants en hôpital de jour (Aggressionsbewegungen im institutionellen Raum. Studie aggressiven Verhaltens bei Kindern in einer Tagesklinik). 1980 wanderte sie nach Puerto Rico aus. Dort arbeitete sie mit psychiatrisch auffälligen Kindern und Jugendlichen aus sozial benachteiligten Familien in einem Zentrum für psychische Gesundheit in Cayey und Caguas und lehrte als Professorin für Klinische Psychologie am Institut für Psychologie der Universität von Puerto Rico.
1999 kehrte Elda Abrevaya in die Türkei zurück. Bis 2005 setzte sie von dort aus ihre psychoanalytische Ausbildung im Shuttle-Verfahren an der Société Psychanalytique de Paris (SPP) fort. 2001 gehörte sie mit Talat Parman, Tevfika Tunaboylu-Ikiz, Levent Kayaalp und Ayça Gürdal Küey zu den Gründern der Psychoanalytischen Vereinigung Istanbul (Istanbul Psikanaliz Derneği, IPD), die seit 2012 als regionale Gesellschaft von der Internationalen Psychoanalytischen Vereinigung (IPA) anerkannt ist. Ihre Rückkehr in die Türkei begründete Abrevaya selbst in einem Interview in der jüdischen Wochenzeitschrift Şalom auch damit, dass sie als türkische Jüdin an der Entwicklung der Psychoanalyse in der Türkei habe mitwirken wollen.
Elda Abrevaya veröffentlichte in spanischer, türkischer und englischer Sprache. Themen ihrer Veröffentlichungen sind ihre psychoanalytischen Erfahrungen mit Kindern und Jugendlichen aus sozial benachteiligten Elternhäusern, psychoanalytische Aspekte des Zusammenhangs von Psychosen und Leidenschaft sowie Beiträge zur Homosexualität und Bisexualität. Daneben thematisierte sie nach ihrer Rückkehr in die Türkei die Situation von Frauen in der Türkei.
Sie lebt in Istanbul und ist Mitglied der SPP und Lehranalytikerin der IPD.

## Psychoanalytikerin in der Türkei
Elda Abrevaya wirkte daran mit, dass seit Beginn des 21. Jahrhunderts auch in der Türkei eine geregelte psychoanalytische Ausbildung möglich ist. 2010 war sie eine der damals lediglich neunzehn in der Türkei tätigen Psychoanalytiker, die Hale Uşak-Şahin von 2006 bis 2010 in der Türkei für ein Forschungsprojekt zur Psychoanalyse in der Türkei interviewen konnte. Die ersten, gänzlich im Ausland ausgebildeten Psychoanalytiker in der Türkei waren Günsel Koptagel-Ilal, Ulviye Etaner, Celal Odağ, Vamık Djemal Volkan und Elif Ülkü Gürışık. Elda Abrevaya gehört nach Uşak-Şahin zur zweiten Generation von Psychoanalytikern in der Türkei, die ihre Ausbildung im sogenannten Shuttle-Verfahren absolvierten, also wie Abrevaya zwischen der Türkei und einem psychoanalytischen Ausbildungsinstitut im Ausland hin- und herpendelten. Diese zweite Generation begann dann, eine dritte Generation innerhalb der Türkei auszubilden und steht auch im Land für die notwendigen Lehranalysen zur Verfügung. Hale Uşak-Şahin sieht Gründe für die vergleichsweise späte Etablierung der Psychoanalyse als Behandlungsmethode in der Türkei nicht nur in den traditionell-religiösen Wertevorstellungen der frühen Psychiater, sondern auch darin, dass der durchaus vorhandene Einfluss der westlichen Psychiatrie zu Beginn des 20. Jahrhunderts vor allem durch die experimentelle Psychologie und die naturwissenschaftlich orientierte deutsche Psychiatrie geprägt war, während die Psychoanalyse eher jenseits des klinischen Kontextes von den Intellektuellen rezipiert wurde.

## Schriften (Auswahl)
- El niño, su sufrimiento y la pobreza. Una experiencia del psicoanálisis en el Centro de Salud Mental. (Spanisch) San Juan (Costa Rico) 1992.
- Del espejo al otro. Un estudio sobre la constitución de la subjetividad infantil. (Spanisch) (Vom Spiegel zum Anderen. Eine Studie zur Bildung kindlicher Subjektivität). San Juan, Costa Rica, 1998. (In türkischer Sprache veröffentlicht: Aynadan Ötekine. Çocuk Öznelliğinin Oluşumu Üzerine Bir Çalişma. Istanbul 2000.)
- La locura como passion. Freud, Winnicot, Lacan, Foucault. (Spanisch) (Wahnsinn als Leidenschaft. Freud, Winnicott, Lacan, Foucault). San Juan (Costa Rica) 1999.
- Deliliğin Tutkusu / Tutkunun Deliliği. Psikoz Sorununa Psikanalitik Yaklaşim (Türkisch) (Leidenschaft des Wahnsinns – Wahnsinn der Leidenschaft. Psychoanalytischer Ansatz zu Problemen der Psychose). Istanbul 2002.
- Kadinligin Uzun ve Dolambacli Yolu (Türkisch) (Der lange und beschwerliche Weg der Frauen). Istanbul 2013.
- mit Frances Thomson-Salo (Hg.): Homosexualities: Psychogenesis, Polymorphism, and Countertransference. (Englisch) London 2015. ISBN 978-1-782-20313-1.
- Femininity, Desire and Sublimation in Psychoanalysis: From the Melancholic to the Erotic. (Englisch) Routledge London, 2022